# Ile lat?
Ile lat? (zapis stylizowany: ILE LAT?) – szósty singel polskiego rapera Okiego z jego siódmego albumu studyjnego, zatytułowanego Era47, powstały przy gościnnym udziale polskiego piosenkarza Sobla. Singel został wydany 28 kwietnia 2024.
Nagranie otrzymało w Polsce status podwójnie platynowego singla, przekraczając liczbę 100 tysięcy sprzedanych kopii.

## Geneza utworu i historia wydania
Utwór napisali i skomponowali Oskar Kamiński i Adam Wiśniewski, który również odpowiada za produkcję utworu. 
Singel ukazał się w formacie digital download 28 kwietnia 2024 w Polsce za pośrednictwem wytwórni płytowej 2020 w dystrybucji Universal Music Polska. Piosenka została umieszczona na siódmym albumie studyjnym Okiego – Era47.

## Teledysk
Do utworu powstał teledysk zrealizowany przez Marcina Kucińskiego, który udostępniono 29 kwietnia 2024 za pośrednictwem serwisu YouTube.

## Lista utworów
- Digital download[2]

1. „Ile lat?” – 2:30

## Notowania
| Kraj   | Lista (2024)             | Najwyższa pozycja |
| ------ | ------------------------ | ----------------- |
| Polska | Billboard Poland Songs   | 1                 |
| Polska | OLiS – single w streamie | 2                 |

| Kraj   | Lista (2024)             | Pozycja |
| ------ | ------------------------ | ------- |
| Polska | OLiS – single w streamie | 21      |

## Certyfikaty
| Kraj          | Certyfikat         | Sprzedaż |
| ------------- | ------------------ | -------- |
| Polska (ZPAV) | 2× platynowa płyta | 100 000+ |